# Cézanne, Dialogue avec Joachim Gasquet
Cézanne, Dialogue avec Joachim Gasquet è un documentario del 1989 diretto da Danièle Huillet e Jean-Marie Straub e realizzato in due versioni, in francese e in tedesco, basato sulla vita del pittore francese Paul Cézanne e ispirato alle memorie di Joachim Gasquet, amico del pittore.

## Trama
Nel film vengono combinati fra loro brani tratti dal testo di Gasquet con fotografie del pittore scattate da Maurice Denis, spezzoni del film Madame Bovary di Jean Renoir e immagini di Mont Sainte-Victoire, domicilio del pittore.

## Produzione
Il film venne commissionato da Virginie Herbin, direttore del dipartimento audiovisivo del Musée d'Orsay e basato sulle memorie di Joachim Gasquet dei suoi dialoghi con Cézanne, Ce qui m’a dit… del 1921.